# 28698 Aakshi
28698 Aakshi è un asteroide della fascia principale. Scoperto nel 2000, presenta un'orbita caratterizzata da un semiasse maggiore pari a 2,3937024 au e da un'eccentricità di 0,1059710, inclinata di 6,85787° rispetto all'eclittica.
L'asteroide è dedicato alla studentessa statunitense Aakshi Agarwal.